# 김양한
김양한(1950년 8월 21일 ~ )은 대한민국의 교수이다. 현재 카이스트 기계공학과 명예교수로 재직하고 있다.

## 생애
경상북도 의성군 금성면 초전동에서 출생하였으며 광산 김 후조당파로 경북 안동 예안에서 군자리로 이전한 고택 중 하나가 선조의 거주지이다. 서울대학교 조선공학과를 졸업하고, M.I.T. 기계공학과(O.E. Program)에서 석‧박사 학위를 취득하였다.
연구분야는 음향학이며 Sound visualization 및 manipulation 관련 분야의 학술적 개척자이며 상용화에 결정적인 역할을 하였다.
귀국 후 KAIST 교수로 재직하며 기계공학과 학과장, 학생처장, 학생생활상담소장, 교육혁신 본부장 등을 역임하였고, BK 기계 사업단 단장으로서 대통령을 수상하였다. 또한 미국음향학회의 석좌회원이며,
세계적으로 권위있는 Rossing Prize를 수상한 바 있다.
지식의 생산자이자 확산자로서 여러 저서 출판, 칼럼 기고 등을 통해 국내/국제 활동을 활발히 이어오고 있으며 최근에는 지식 확산을 위하여 coursera에 Introduction to Acoustics, part Ⅰ,Ⅱ 등을 성공적으로 운영하고 있다. 
최근에는 공학과 서양화 혹은 그림과의 관계를 통하여 새로운 발상을 하고 제품을 생각해 내는 방법을 제안하고 “공학과 예술의 만남,” “피카소 공과대학,” 등의 강연을 하고 있으며 2017년에는 카이스트에서 “서양 미술을 통해서 발견하는 새로운 기계공학”이라는 강의를 개설하여 주목 받고 있다.

## 학력
- 1977년 서울대학교 조선공학 학사
- 1984년 M.I.T 기계공학(OE Program) 박사

## 경력
- 1985년 ~ 2015년 KAIST 기계공학과 교수
- 1998년 ~ 2000년 KAIST 학생처장‧학생생활 상담소 소장
- 2003년 ~ 2005년 KAIST 기계공학과 학과장
- 2004년 ~ 2006년 KAIST BK21 기계사업단 단장
- 2005년 ~ 2011년 KAIST 소음및진동제어 연구센터(NOVIC+) 센터장
- 2011년 ~           국제 소음제어공학회 이사
- 2012년              미국음향학회 Fellow(석학회원)
- 2014년              한국소음진동공학회 Fellow(석학회원)
- 2014년 ~           NCEJ(Noise Control Engineering Journal) 편집장 (Asia)
- 2015년 ~           Inter-noise 2015 공동의장
- 2015년 ~  현재   KAIST 기계공학과 명예교수

## 상훈
- 1991년 공업진흥청 우수기술지도상
- 1997년 미국음향학회 Sound&Visualization 부문 은상
- 1997년 한국음향학회 학술상
- 1998년 한국소음진동공학회 강월논문상
- 2004년 한국소음진동공학회 제 1회 국제학술상
- 2005년 KAIST BK21기계사업단 대한민국 대통령단체표창
- 2006년 KAIST 국제협력상
- 2010년 KAIST 우수강의상
- 2011년 KAIST 기술혁신상
- 2015년 미국음향학회 로싱상
- 2015년 한국소음진동공학회 특별공로상

## 저서
- 2005년 음향학 강의, 청문각, 3판
- 2007년 Book chapters: Acoustic Holography, Springer Handbook of Acoustics,
- 2010년 Sound Propagation: An Impedance Based Approach, John Wiley and Sons
- 2013년 Sound Visualization and Manipulation, John Wiley and Sons
- 2014년 MOOC lectures: Introduction to Acoustics
- 2015년 Fundamentals of Dynamics